# 丁铁石
丁铁石（1915年12月26日—1996年5月31日），回族，原名丁武明，辽宁省本溪第三区大堡村（今属溪湖区）人。中国人民解放军副兵团职领导干部。中国人民解放军开国上校。

## 生平
父丁文发，因经营矾厂生意，家中颇为殷实。兄弟四人，排行第三。1931年九一八事变后全家逃到北平。1933年进入北平东北中学读书。1936年年7月任中华民族解放先锋队区队长。后与既是同乡，又有表亲关系的金进南下上海，冲破重重封锁和阻拦，赴延安，入抗大二期学习。
抗大毕业后1937年9月到太原参加八路军。1938年2月加入中国共产党。历任八路军晋察冀军区三分区政治教员、副连长、连指导员、营教导员。1938年7月成立冀中军区回民干部教导总队，马本斋任总队长，丁铁石受组织派遣任政治部主任。1938年9月与回民支队锄奸科科长刘世昌介绍马本斋入党。1939年秋在定县、无极县回民教导总队改名为冀中回民支队，马本斋任支队司令员，丁铁石任政治部主任。 1940年5月康庄战斗中全歼60多名日伪军，缴获炮l门，重机枪1挺，轻机枪2挺，步枪60支，战马10多匹，许多弹药，并烧毁汽车2辆。1940年12月5日，毛泽东主席亲笔题写“百战百胜的回民支队”。1942年冀中五一大扫荡，回民支队转移到阜城县。躲过了日军主力的合击，并消灭了前来搜索的日伪军300余人，安全转移到冀鲁豫抗日根据地。1942年，丁铁石奉命赴延安入抗大团以上干部集训班。
抗战胜利后，与刘世昌率领在延安的回民支队赴东北。1945年10月到达沈阳。本溪回族人士刘正维、杨永清等人得知回民支队负责人丁铁石已到沈阳，沈阳已组建回民大队，便来沈阳找到丁铁石，要求参加沈阳回民大队，丁铁石听取汇报后，给予了高度重视，考虑本溪湖是回民聚集区，煤铁公司矿工和当地居民中有许多要求进步的回族青年，最好能单独组建本溪回民大队，受本溪保安司令部领导。因此，丁铁石和刘世昌等领导便指示他们回本溪组织队伍，并给本溪保安司令员兼政委李力果写信，提出组建本溪回民大队的建议，得到李力果的重视，本溪回民大队正式组建起来，刘正维为大队长、杨永清为副队长，中共党员杨铮为政治指导员。共有120多人。1945年11月调任本溪保安司令部（司令员李力果）政治部副主任。1945年12月任本溪保安司令部副政委兼政治部主任。本溪保安司令部负责警卫党政机关的安全，守卫重要的厂矿仓库、军用设施，维持社会治安，还要保卫市委、市政府工作队在市区和郊区开展的反奸清算、扩军征粮和基层政权建设，这时东北局及辽宁省委、省政府各大机关已迁至本溪，本溪民主政权刚刚建立，敌伪残余势力及小股土匪活动十分猖獗，保安司令部的任务十分艰巨。丁铁石协助李力果完成了警卫任务。在本溪保安司令部工作期间，丁铁石十分重视加强司令部直属机关和所属部队的自身建设，并建立了各级党的组织，在本溪回民大队建立了临时党总支，在本溪工人大队一、二连建立了临时党支部，其他连队和司令部机关建立了党小组；注重在部队中发展党员，短短几个月间，部队党员人数从开始的180多名增加到380多名。各连队的政工干部均已配齐，部队的政治思想工作得到加强，政治工作制度已经建立，政治教育有计划，有落实。为提高部队连排干部的政治军事素质，在丁铁石的建议下，成立了干部教导队，举办了一期连排干部班，有120多人参加学习。丁铁石得知本溪回民大队领导人存在问题时，便果断地将其撤换，派去马本斋的警卫员、冀中老八路杨忠任大队长，林英任指导员，1946年3月回民大队改编为辽宁军区第三军分区基干二团回民连，后编入五纵13师45团。1946年1月18日，本溪市召开第一届临时参议会，丁铁石和其他人民选举的参议员和各界各派代表共60人参加了会议。会议听取了市政府和部队的工作报告，进行了咨问和讨论，提出了56项议案。会议第三天，以无记名投票方式，选举产生了临时参议会议长、议长。丁铁石以较高的声望获得绝大多数票，当选为本溪市临时参议会议长，还兼任本溪城防司令。
1946年4月本溪保卫战失利，本溪保安司令部并入辽宁军区第三军分区。1946年5月，调任辽宁军区第三军分区政治部主任、辽宁三地委委员，转战于本溪县、新宾县。
1946年10月毛泽东亲笔起草给华东局的电报：“前已通知在山东挑选学生六百送大连学习坦克，……机会难得，望指定专人负责秘密挑选此项学生。一经选就，即开赴大连……”1946年11月调大连创办坦克学校，任大连坦克学校副校长（旅大公安总局局长边慎斋(边章五)兼任校长，旅大地委书记韩光兼任校政委）。1947年3月1日，大连坦克学校举行开学典礼。但是旅大苏军后来态度改变，对培训东北民主联军坦克干部一直不置可否，百般拖延。1947年7月初，东北民主联军参谋长刘亚楼和辽东军区司令员萧华到大连，亲自与苏军交涉。苏军答复称不进行大规模的培训工作，可派少数干部到他们部队学坦克。据此，刘亚楼和萧华决定坦克学校撤销，人员重新分配，其中丁铁石率30人分配到哈尔滨的东北战车团工作。1947年12月任战车团副团长（团长孙三）、团长。率部参加了辽沈战役的锦州攻坚战、11月2日的沈阳解放缴获了战车第3团第1营、装甲车团和一百多辆汽车。平津战役的天津战役。1949年2月3日率战车团参加了和平解放北平入城式。3月25日率战车团在北平西苑机场迎接党中央进入北平检阅。1949年10月1日亲率战车参加开国大典。
1950年任军委装甲兵党委委员、技术部副部长（部长空缺）。1951年被诬陷为“伊玛尼党”成员，而陷入冤案之中。1952年赴朝参战。1953年3月任中国人民志愿军装甲兵司令部器材供应处处长。1954年任南京军事学院装甲兵系副主任。1955年被授予大校军衔，荣获二级独立自由勋章、二级解放勋章。1957年入哈尔滨军事工程学院学习，刻苦钻研中外军事理论，特别是装甲战理论与技术，被学院评为“五好学员”。毕业后任装甲兵科学技术研究院组织计划部副部长、副总工程师。1959年受彭德怀案牵连。1973年获解放。1975年恢复工作，任军委装甲兵司令部顾问。1980年4月调任基建工程兵党委常委、后勤部政委。1980年4月18日，装甲兵党委作出了《关于丁铁石同志“文化大革命”中冤案的平反决定》。1982年2月副兵团职待遇离休。

## 家人
- 大哥丁溪野（1903—1968.10.20）：1938年8月加入马本斋回民支队，任政治部干事、随军阿訇。1943年入党。解放战争初期在承德筹建热河省回民联合会，后期任哈尔滨市建设局工程处长。抗美援朝中任112工程队政委，抢修朝鲜肃川机场。回国后在哈尔滨市当园林工人，1965年退休。1979年6月9日，中共沧州地委做出《关于为丁溪野同志的冤案平反昭雪的决定》[3]。7月5日哈尔滨市公安局发出《关于丁溪野同志问题的平反结论》。9月6日公安部发出《关于平反丁溪野同志冤案和消除其受株连亲属丁铁石、丁坚等同志受影响问题给有关单位的信》。10月15日，沧州地区黄骅县为丁溪野举行了隆重的平反昭雪和追悼大会。1979年12月3日，新华社《内部参考》刊发了新华社记者戴煌的报道《祸及许多省市数百人的大冤案，“伊玛尼党”案情真相大白得到平反昭雪》。1983年4月5日，公安部又特地向基建工程兵党委并总政治部、哈尔滨市体委党委并市委、北京协和医院党委并中国医学科学院党委、卫生部和哈尔滨市第一二医院党委，发出了《关于公安机关在对于溪野同志进行工作中株连和影响其亲属的情况说明》。丁溪野衣冠冢在今的黄骅革命烈士陵园。
- 二哥丁溪山：1948年春天在辽东军区招待所长任上病故。
- 四弟丁坚：原名丁武洁。1945年底任热河回民支队队长。1947年到哈尔滨任西傅家区区长、建国时任哈尔滨市财政局第一副局长兼专卖局局长。后调入哈尔滨市体委。1979年丁坚恢复党籍、恢复1952年以前的职务，1981年调任哈尔滨市体委主任和党委书记，1985年7月离休。

夫人白琴，从南京投奔延安参加抗战。1945年在延安结婚